# Beszyce
Beszyce (do końca 2017 roku pod nazwą Beszyce Górne) – wieś sołecka w Polsce położona w województwie świętokrzyskim, w powiecie sandomierskim, w gminie Koprzywnica. 
W administracji kościelnej rzymskokatolickiej wieś położona w archidiecezji lubelskiej, w diecezji sandomierskiej, w dekanacie koprzywnickim, w parafii pw. św. Floriana.
W latach 1975–1998 miejscowość położona była w województwie tarnobrzeskim.
Beszyce leżą na prawym brzegu rzeki Koprzywianki.
W 1998 r. Beszyce miały 266 mieszkańców i 75 gospodarstw o łącznej powierzchni 237,80 ha.
Przez wieś przechodzi  zielony szlak rowerowy z Sandomierza do Ujazdu.

## Części wsi
| SIMC    | Nazwa       | Rodzaj    |
| ------- | ----------- | --------- |
| 0796447 | Wrzecholiny | część wsi |

Wśród obiektów fizjograficznych Beszyc występują nazwy: Błonie – pola i łąki, Pasternik – łąki, Pastwiska – pola, Piaski – pola, Pod Lasem – pola, Pod Skwirzową – pola i łąki, Półanki – pola, Przyłogi – pola i las, W Kamieniu – pola, Wrzecholiny – pola, Zagonowe – łąki, Zakarczmie – pola, Zasadzie – pola.

## Nazwa
Wieś Beszyce w źródłach historycznych nosi nazwę: Banczicze, Bansichcz, Bansicz, Banszycze Maior, Baszycze Minor, Beszicze i Beszyce. Drugi człon nazwy: Maior, Minor, dziś Górne, Dolne – ma charakter topograficzny.

## Historia
Do XII wieku Beszyce stanowiły własność monarszą. Około poł. XII wieku w części stały się własnością rodziny możnowładczej Bogoriów. W 1185 r. komes Mikołaj z Bogorii darował swoją część klasztorowi cystersów w Koprzywnicy.
W I poł. XIII wieku część dóbr beszyckich znajdowała się we władaniu dostojników księcia Konrada mazowieckiego, m.in. w 1246 r. własność rycerza Niemsty Krzywosądowicza.
Około 1282 r. włości rycerstwa mazowieckiego w Beszycach zostały skonfiskowane przez księcia Leszka Czarnego i następnie darowane klasztorowi koprzywnickiemu. Powodem tej konfiskaty były bunty rycerza Niemsty (syna Krzywosąda) i zdrada kraju (z Rusinami).
Przywileje książęce (ekonomiczne i sądowe) dla klasztoru cystersów w Koprzywnicy z II poł. XIII wieku obejmują również dobra beszyckie; są to: immunitet Bolesława V Wstydliwego z 1277 r. i dwa Leszka Czarnego z 1284 r.
Około 1328 r. dziedzicami Beszyc byli szlachetni bracia Otton i Dominik oraz Jaśko Brilewicz; w poł. XIV wieku pojawia się w gronie władających także rycerz Jarzynon.
W dokumentach z 1376 r. Beszyce występują już jako dwie formalnie odrębne wsie i folwark (Banszyce Minor i Banszyce Maior). Beszyce Górne należały już wtedy do parafii w Koprzywnicy, a Beszyce Dolne do parafii w Łoniowie.
W 1383 dziedzicem części Beszyc był rycerz Adam Cuncza i jego żona Agnieszką (toczyli proces sądowy z jej bratem Adamem z Miechowa koło Pacanowa).
Do 1386 r. jakieś dobra w Beszycach posiadał szlachetny Konrad z Beszyc i jego kuzynka Agnieszką wdowa po Hunonie (mieszczaninie sandomierskim). Swoją część sprzedali klasztorowi koprzywnickiemu za 80 grzywien. Miejscowe rycerstwo spory sądowe o dobra beszyckie przed sądem ziemskim i grodzkim sandomierskim toczyło do końca XIV wieku (np. w 1397 r. szlachetny Stanisław syn Adama z Biechowa).
W 1427 r. opat koprzywnicki Marcin Krakowita na Beszycach otrzymał provisionem 2,5 łana ziemi.
W 1486 r. za pozwoleniem Kapituły Generalnej w Morimond opat koprzywnicki formalnie wydzielił Beszyce ze swojego stołu pro sustentandio fratribus infirmis.
W XV wieku w Beszycach Górnych łanów kmiecych nie było, tylko 3 zagrody i folwark klasztorny (dziesięcinę do 2 grzywien rocznie oddawał kościołowi w Łoniowie, oraz 3 grzywny do kościoła koprzywnickiego). Natomiast Beszyce Dolne płaciły dziesięcinę (4 grzywny rocznie) z zagród i folwarku kościołowi w Łoniowie.
W 1578 roku Beszyce Górne miały 4 domy, 45 mieszkańców i 671 morgi ziemi, a Beszyce Dolne miały 11 domów, 95 mieszkańców oraz 300 mórg włościańskich i 90 dworskich. W 1694 r. jakieś prawa rzeczowe (uposażenie) na gruntach tej wsi (także we wsi Krzcin, Dąbrowica i Sulisławice) mieli trzej Mansjonarze z kościoła Matki Bożej Różańcowej w Koprzywnicy.
W 1787 r. Beszyce Górne miały 59 mieszkańców, a Beszyce Dolne 73 mieszkańców, w tym 10 Żydów.
W 1819 r. Beszyce po kasacie klasztoru koprzywnickiego stały się wioskami rządowymi.
W 1827 r. w Beszycach Dolnych było 6 domów i 52 mieszkańców, a w Beszycach Górnych 6 domów i 21 mieszkańców.
W 1929 r. Beszyce Dolne miały 27 domów i 166 mieszkańców, a Beszyce Górne miały 15 domów i 102 mieszkańców; osada młyńska miała 1 dom i 10 mieszkańców; folwark miał 1 dom mieszkalny, 34 mieszkańców w tym 10 Żydów (rodziny Offmanów i Drekslerów).